# Paulin Falls
Die Paulin Falls sind ein Wasserfall im Westland District in der Region West Coast auf der Südinsel Neuseelands. Am südwestlichen Ende der Waipara Range der Neuseeländischen Alpen liegt er im Lauf eines namenlosen Bachs, der weniger als hundert Meter hinter dem Wasserfall in den Oberlauf des Arawhata River mündet. Seine Fallhöhe beträgt rund 150 Meter.